# Fibromatoza
Fibromatoza (inaczej desmoid, guz desmoidalny, włókniakowatość) – nowotwór należący do grupy rozrostów tkanki włóknistej. Cechuje go brak możliwości dawania przerzutów odległych, lecz wykazuje miejscową złośliwość – agresywne naciekanie otaczających tkanek – i dużą skłonność do nawrotów po miejscowej resekcji. Powstaje w wyniku nadmiernej proliferacji fibroblastów, czyli komórek tkanki łącznej. Postać głęboka fibromatozy (fibromatosis aggresisve, desmoid type fibromatosis, deep fibromatosis) charakteryzuje się proliferacją fibroblastów w głęboko położonych tkankach miękkich. Podejrzenie rozpoznania można wysunąć na podstawie badań obrazowych, jednak podstawą do postawienia diagnozy jest wynik badania histopatologicznego. Chorobę różnicuje się z zapalnym guzem miofibroblastycznym, GIST, mięśniakiem gładkokomórkowym (łac. leiomyoma), LMS (łac. leiomyosarcoma), LGFMS (ang. low-grade fibromyxoid sarcoma), włokniakomięsakiem (łac. fibrosarcoma), blizną, keloidem.

## Występowanie
Choroba występuje najczęściej w przedziale wiekowym 25–35 lat, z częstością 2-4 przypadki na milion osób w ciągu roku; wśród pacjentów przeważają kobiety.
Fibromatoza występuje także na podłożu dziedzicznym u około 10–25% pacjentów z zespołem rodzinnej polipowatości jelit (ang. familial adenomatous polyposis – FAP). Wspólne występowanie tych dwóch schorzeń określa się zespołem Gardnera, którego przyczyną w większości przypadków jest mutacja w genie supresorowym APC.
Na podstawie lokalizacji anatomicznej fibromatozę dzieli się na dwie grupy: powierzchowną (superficial) i głęboką (deep). Najczęstszą postacią fibromatozy powierzchownej jest fibromatoza dłoni (palmar fibromatosis) opisana przez Dupuytrena i nazywana od jego nazwiska przykurczem Dupuytrena. Inne typowe lokalizacje powierzchownej fibromatozy to stopa (plantar fibromatosis) – choroba Ledderhose’a i penis (penile fibromatosis) – choroba Peyroniego. Fibromatoza głęboka (fibromatosis aggressiva) występuje rzadziej niż fibromatoza powierzchowna.